# Капезиус, Виктор
Виктор Капезиус (нем. Victor Capesius; 7 февраля 1907, Ройссмаркт, Зибенбюрген, Австро-Венгрия — 20 марта 1985, Гёппинген, ФРГ) — немецкий фармацевт румынского происхождения, штурмбаннфюрер СС, аптекарь концлагерей Дахау и Освенцим. Капезиус участвовал в военных преступлениях в концлагере Освенцим и в 1965 году на 1-м Франкфуртском процессе был приговорён к 9 годам заключения в тюрьме строгого режима.

## Биография
Виктор Капезиус родился 7 февраля (по другим данным, 2 июля) 1907 года в семье врача и аптекаря. Посещал немецкую гимназию в Германштадте и после того как в 1924 году сдал экзамены на аттестат зрелости начал изучать фармацевтику в университете Клаусенбурга, успешно завершив обучение в Венском университете. В 1931 году в звании гауптмана проходил годовую службу в румынской армии и в 1933 году получил докторскую степень по фармацевтике.
С 1934 года был торговым представителем Bayer AG в Леверкузене. После начала Второй мировой войны в 1940 году был призван в румынскую армию и руководил аптекой госпиталя в армейском гарнизоне. Как фольксдойче в 1943 году Капезиус был призван в вермахт и вскоре был переведён в войска СС. С 14 сентября по 14 октября 1943 года проходил обучение в центральном санитарном лагере СС в Варшаве. 15 октября был переведён в концлагерь Дахау, где до 9 февраля 1944 года возглавлял лагерную аптеку. 12 февраля был переведён в концлагерь Освенцим, где сменил Адольфа Крёмера на посту руководителя лагерной аптеки до эвакуации лагеря в январе 1945 года. Он тесно работал с Йозефом Менгеле, проводившем псевдомедицинские эксперименты над людьми. Капезиус лично участвовал в селекциях заключенных с целью их отправки в газовую камеру. 9 ноября 1944 года ему было присвоено звание штурмбаннфюрера СС.
Капезиус обогатился за счёт личных драгоценностей и выбитых зубов своих жертв. Полученное в ходе этого процесса золото он использовал в качестве стартового капитала для своей дальнейшей предпринимательской карьеры.
«На основании многочисленных свидетельских показаний можно было доказать, что „невинный“ аптекарь обогащался невыразимо наглым образом за счет убитых заключенных в Освенциме, особенно за счёт зубного золота, которое заключенные врачи должны были вырывать из челюстей отравленных газом людей, регулярно перевозимых „в Рейх“. На средства, вырученные от продажи стоматологического золота и других ценностей, он обустраивал свое послевоенное существование.» 18 января 1945 года был переведён в концлагерь Маутхаузен.

### После войны
По окончании войны скрылся и попал в британский плен в Шлезвиг-Гольштейне, из которого был освобождён 23 мая 1946 года. В 1946 году начал изучать электротехнику в Штутгартском университете. Во время пребывания в Мюнхене в июле 1946 года был узнан бывшим узником Освенцима Леоном Чекальски, в результате чего был арестован американской военной полицией и отправлен в лагерь для интернированных в Дахау и зенитные казармы Людвигсбурга. 2 августа 1947 года Капезиус был освобождён из лагеря для интернированных, поскольку американские власти не смогли доказать, что он совершил какие-либо уголовные преступления. 9 октября был классифицирован палатой Штутгарта в ходе процедуры денацификации как «необременённый законом».
До конца сентября 1950 года работал клерком в аптеке Штутгарта. В октябре 1950 года открыл в Гёппингене аптеку и магазин косметики в Ройтлингене. До 1959 года жил в значительном достатке. В начале декабря 1959 года был арестован в Гёппингене и до 1965 года находился в следственном изоляторе. 20 августа 1965 года на 1-м Освенцимском процессе был приговорён земельным судом Франкфурта-на-Майне за пособничество в убийстве в четырёх случаях не менее 2000 человек к 9 годам заключения в тюрьме строгого режима.
В январе 1968 года был освобождён. В тот же день посетил городской концерт и был встречен там аплодисментами. 20 марта 1985 года умер в Гёппингене своей смертью в возрасте 78 лет.